# Фрітувальд (король Берніції)
Фрітувальд (давн-англ. Frithuwald; ? —585) — 6-й король Берніції у 579—585 роках.

## Життєпис
Походив з династії Еоппінгів. Син Іди, короля Берніції. Про дату народження та молоді роки нічого невідомо. У 579 році після загибелі брата-короля Теодріка успадкував трон держави. Він продовжив війну проти бритських королівств Регед, Стратклайд, Елмет, Гододдін. Втім у 585 році у битві при Беруіні зазнав нищівної поразки та загинув. Владу успадкував його молодший брат Гусса.